# 大熊座W
大熊座W （W UMa）是在大熊座的一顆變星。它是食的密接雙星，兩顆星共享外層的氣體包層，並且是密接雙星的大熊W型變星原型。與一般的食雙星不同的是，自然的密接使它不能精確得知每一組食的開始或結束。在一次食的進行中，它的視星等以8小時的週期在7.75和8.48等間變化。因為這兩顆星共享外面的包層，所以它們有相同的恆星分類，都是黃色的F-型主序矮星。